# 名古屋国際中学校・高等学校
名古屋国際中学校・高等学校（なごやこくさいちゅうがっこう・こうとうがっこう、英語：NUCB International Junior and Senior High School）は、名古屋商科大学の付属校として愛知県名古屋市昭和区広路本町に所在し、中高一貫教育を提供する私立中学校・高等学校。

## 概要
インターナショナル・スクール（一条校および国際バカロレア認定校）。ユネスコスクール加盟校、文部科学省による「WWL（ワールド・ワイド・ラーニング）コンソーシアム構築支援事業」に採択されており、国際教育を先駆けて推進している。2021年（令和3年）4月には東海地区で初めて中学校にインターナショナルクラスを設置し、英語を母国語とする外国人子女（インターナショナル・スクール出身者）および帰国子女を対象としたクラスを運営している。
加速度を増すグローバリゼーションの進展に対応できる教育環境の実践として、1990年代前半に設置者により考案され、2001年（平成13年）に愛知県に計画申請を行い2003年（平成15年）に設立された県内21校目の私立中学校である。世界で活躍できるイノベーティブなグローバル人材の育成を目標に掲げており、英語を母国語とする多国籍の英語科教員数が東海地区の学校で最も多く在籍しており、日本人教員と共同で担任する学級運営が特徴である。一般生対象の入試に加えて海外帰国生徒対象の海外入試も実施しており、海外子女教育振興財団の加盟校でもある。
国際色ある行事に特徴があり、世界に視野を広げた国際教養を身につける機会として全員参加が原則となっている。国際理解研修先で訪問するアルバータ大学キャンパス内の広大な栗本日本庭園は、創立者である栗本祐一が日本人で初めて卒業したことを記念して建造されたゆかりのある庭園でもある。
建学の精神は「開拓者精神（フロンティア・スピリット）」、教育目標は「世界と日本の未来を担う国際人の育成」である。英語公用語の全寮制教育を行う国際高等学校（国際ボーディングスクール）とは姉妹校。

## 沿革
1935年（昭和10年）に名古屋鉄道学校として開校する。学制改革の後、財団法人光陵高等学校から名古屋商科大学附属高等学校を経て1994年（平成6年）に名古屋国際高等学校へ改称する。2003年（平成15年）より名古屋国際中学校を併設型として設置し、国際教育に重点をおいた中高一貫教育を開始する。2008年（平成20年）に文部科学省より教育改革推進モデル校の指定を受ける。2013年（平成25年）9月から国際バカロレア機構（IBO）が定める候補校段階にあり、IBOによる認定訪問の審査の結果、2014年（平成26年）12月に国際バカロレア・ディプロマプログラム（IBDP）認定校として認可された。2015年（平成27年）4月よりIBDPを開始している。2014年（平成26年）に文部科学省より教育課程特例校の指定を受けている。ユネスコ憲章に示されたユネスコの理念を実現するため、平和や国際的な連携を実践する学校であるユネスコスクールに加盟している。また、世界で活躍できるイノベーティブなグローバル人材を育成する学校として、2015年（平成27年）には文部科学省より「スーパーグローバルハイスクール・アソシエイト校」に、2019年（令和元年）には「地域との協働による高等学校教育改革推進事業（グローカル型）指定校」に、2022年（令和4年）には「WWL（ワールド・ワイド・ラーニング）コンソーシアム構築支援事業」に、2024年（令和6年）には「高等学校DX加速化推進事業（DXハイスクール）」に採択されている。

## 学科・コース

### 中学校
- インターナショナルクラス
- 一般クラス（本科クラス）

### 高等学校
- 普通科
  - 国際バカロレアクラス
  - アドバンストクラス
  - グローバル探究クラス
- 国際教養科

## アクセス
- 名古屋市営地下鉄鶴舞線・桜通線御器所駅 徒歩7分

## 校歌
- 『Hail Meikokusai!』作曲 : Dr. Anton D. Luiten、作詞 : George Pruitt[4]

## 学園祭
光楓祭（こうふうさい）と呼ばれ、国際理解講演会がオープニングセレモニーとなっており、国際的に活躍している企業人や研究者などによる講演が一般公開されている。学年を超えた生徒達による英語劇は、過去に「オズの魔法使い（The Wonderful Wizard of Oz）」「サウンド・オブ・ミュージック（The Sound of Music）」「ロミオとジュリエット（Romeo and Juliet）」等がある。

## 部活動
- 運動系 - 陸上ホッケー、バトントワーリング、硬式テニス、バスケットボール、サッカー、卓球、硬式野球
- 文化系 - 美術、吹奏楽、茶道、弦楽、軽音楽、クッキング、ダンス、国際コンテスト、SDGs未来、Business Design、ドラマ

## 著名な出身者
- 佐藤正治（元プロ野球選手）
- ダニエル太郎（プロテニスプレーヤー）
- 鈴木祐斗（漫画家）
- 穴見真吾（緑黄色社会のベース）

## 学校間国際提携
- Altrincham Grammar School for Girls
- Collège du Léman（Winter Ski Camp）
- First Lutheran Christian School
- KunchananuKroh School
- La Salle Green Hills
- Mercy College
- Nelson College
- Southampton Academy
- Yio Chu Kang Secondary School
- Lycée Georges Clemenceau

## その他
中高一貫教育ではプリフェクト制を採用しており、教員によりプリフェクトとして選出された生徒は、学級委員と風紀委員を兼ねた役割を任されている。英語を母国語とするスタッフによる初等英語教育支援活動（パイオニアキッズ：P-KIDS）を名古屋市内の小学生に提供している。